# Pleromidae
Pleromidae is een familie van sponsdieren uit de klasse van de Demospongiae (gewone sponzen). 

## Geslachten
- Anaderma Lévi & Lévi, 1983
- Pleroma Sollas, 1888